# 绵毛藤山柳
绵毛藤山柳（学名：Clematoclethra lanosa）为猕猴桃科藤山柳属的植物，是中国的特有植物。分布于中国大陆的陕西、湖北等地，生长于海拔1,000米至2,500米的地区，常生长在山林中，目前尚未由人工引种栽培。